# معهد هندسة وتكنولوجيا الطيران
كان من قبل وأثناء فترة الفريق شفيق كانت هذه الكلية تتبع وزارة الطيران المدنى ثم جاءت وزارة التعليم العالى في 2011 وطلب ضمها اليها حيث أنها جهة تعليمية ولكن بما أنها جهة تعليمية وتخصصية بالنسبة للهندسة الطيران فتم عودتها مرة أخرى إلى وزارة الطيران المدنى وفقا قرار كل من وزير الطيران المدني رقم 501 لسنة 2020 وأعضاء اللجنة المشكلة بموجب قرار وزير التعليم العالى رقم 810 لسنة 2020. لكى تشرف على التدريس والتعليم وتخرج الطلبة منها وبهذا يكون لها أهمية تخصصية من حيث المهنة.
كليه هندسه الطيران انشئت عام 1997 بمصروفات والدراسة به خمس سنوات باللغة الإنجليزية. ويقع مكان الكلية بشارع المطار بامبابة – الجيزة – مصر.
تمنح الكلية درجة البكالوريوس في الهندسة معتمد من وزارة التعليم العالى ومعادل من المجلس الاعلى للجامعات في أحد التخصصات الاتية (قسم هندسة الطيران - قسم هندسة الإلكترونيات والاتصالات الكهربية - قسم هندسه القوى والالات الكهربيه - قسم هندسه القوى الميكانيكية - قسم الهندسة المدنية – قسم الهندسة المعمارية)

## الرؤية
تطمح كلية هندسة الطيران إلى تحقيق الريادة والتميز واحتلال مكانة مرموقة محليا واقليميا في
مجالي الهندسة وتكنولوجيا الطيران في التعليم والتعلم وخدمة المجتمع

## الرسالة
الأكاديمية المصرية للطيران مؤسسة تعليمية متخصصة تعمل في المجال التعليمي والبحثي والتجاري وبانضمام كليه الهندسة الي الاكاديميه وكل ذلك يأتي تحت رايه إمداد سوق العمل المتخصص في مجال الطيران بالكوادر البشرية المؤهلة حيث تعد هذه الكلية إضافة للدور التعليمي الهام الذي تقوم به الأكاديمية المصرية لعلوم الطيران بما يمثل خطوة هامة في تطوير الأكاديمية لتوسيع قاعدة التخصصات بها، وذلك من أجل تلبية متطلبات الطلاب في التعلم واكتساب المهارات الفنية والتقنيات المتطورة.

## تاريخ الكلية
نظرا للتطور المتلاحق والمستمر في مجالات الهندسة وتكنولوجيا الطيران والذي تواكب مع تطور صناعة الإلكترونيات والحواسب الألية واستخدام الأقمار الصناعية في الملاحة والاتصالات الجوية كان لابد من تطوير المناهج والبرامج التعليمية لتتواكب مع هذا التطور وذلك لتخريج كوادر هندسية مؤهلة في تلك المجالات. وفي سبيل تحقيق ذلك قام كلية هندسة الطيران بعقد إتفاق تعاون مع كلية الهندسة جامعة القاهرة بغرض تطوير اللوائح الدراسية والاشتراك في تدريسها والاشراف علي العملية التعليمية والامتحانات. وتم توقيع الإتفاق في12/10/1997.
بدأت الدراسة طبقا للائحة الدراسية الجديدة وفي ظل هذا الاتفاق في العام الدراسي 1997/1998 بقسمين علميين هما:
- هندسة الطيران
- معامل القسم يوجد بالقسم معمل للديناميكا الهوائية ومعمل للتحكم الآلي ومعمل للحاسبات ومعمل لهياكل الطائرات ومعمل للدفع والمحركات.
- هندسة الإلكترونيات والاتصالات
- الدرجات العلمية التي يمنحها القسم • درجة البكالوريوس في هندسة الالكترونيات والاتصالات الكهربية.

في عام 2000 تقدمت إدارة الكلية إلي وزارة التعليم العالي بطلب لوضع الكلية تحت إشرافها وبالفعل تم صدور القرار الوزاري رقم 925 لسنة 2000 بوضع كلية هندسة الطيران تحت إشراف وزارة التعليم العالي وأصبح قبول الطلاب من خلال مكتب تنسيق القبول للجامعات والمعاهد اعتبارا من العام الدراسي 2000/2001.
وتم تخريج الدفعة الأولي من قسمي هندسة الطيران وهندسة الإلكترونيات والاتصالات في مايو 2002 وقد صدر القرار الوزاري رقم 53 لسنة 2002 من المجلس الأعلي للجامعات بمعادلة الشهادة التي تمنحها الكلية بدرجة البكالوريوس الممنوح من الجامعات المصرية وقيد الخريجين أعضاء في نقابة المهندسين المصرية.
وصدر القرار الوزاري للسيد الأستاذ الدكتور وزير التعليم العالي والدولة للبحث العلمي رقم 715 لسنة 2003 بإنشاء قسمي:
- الهندسة المدنية
- درجة البكالوريوس في الهندسة المدنية، بالاشتراك مع قسمى الرى والهيدروليكا والأشغال العامة. - درجة دبلوم في تخصصات الخرسانة المسلحة، المنشآت المعدنية، إدارة وهندسة التشييد، وهندسة الزلازل، تحليل وميكانيكا الإنشاءات، هندسة وتكنولوجيا المواد.
- الهندسة المعمارية

وتم إدراجهما في دليل مكتب تنسيق القبول للجامعات والمعاهد العليا وبدأت الدراسة فيهما في المعهد اعتبارا من العام الدراسي 2003/2004
ولإستكمال التخصصات المطلوبة فقد قامت إدارة كلية هندسة الطيران بإنشاء قسمين جديدين هما:
- هندسة القوى والالات الكهربية
- التخصصات العلمية بالقسم: - نظم القوى الكهربية. - توليد واستخدام القوى الكهربية. - جهد عالي. - تحكم آلي. - آلات كهربية. - إلكترونيات القوى. معامل القسم: مرحلة البكالوريوس: - معمل الآلات الكهربية للتيار المستمر - معمل الآلات الكهربية للتيار المتردد - معمل نظم التحريك الكهربى - معمل الجهد العالى - معمل الجهد الدفعى - معمل المفاتيح الكهربية - معمل نظم القوى الكهربية - معمل التحكم الآلى - معمل إلكترونيات القوى - معمل توليد واستخدام القوى الكهربية - معمل القياســـــات - معمل الحاســـــبات - معمل القوى والآلات الكهربية
- الهندسة الميكانيكية
- ثم تم بعد ثورة 25 يناير نقل تبعية المعهد من وزارة الطيران المدني إلى وزارة التعليم العالي بموجب قرارات السيد الأستاذ الدكتور وزير التعليم العالي والدولة للبحث العلمي أرقام 978, 1030 لسنة 2011.
- ويتم فيه اتمام الدراسات النظامية في مرحلة البكالريوس، في مجالات إنتاج ونقل واستخدام الطاقة، والميكانيكا الهندسية، ونظم التحكم الآلي وآليات استخدام التصميمات الذكية في منع ومكافحة الحرائق

معامل القسم
تتضمن العملية التعليمية بجانب المحاضرات وحصص التمارين أيضاً التجارب العملية في المعامل وهناك في
معامل مرحلة البكالوريوس عدة معامل طلابية:
معمل الآلات الحرارية ويشتمل على الأنواع المختلفة لمحركات الطاقة والمعدات الحرارية بصفه عامة وأيضاً معدات ووسائل تبريد وتكييف الهواء. معمل تجارب وتحديد خواص الزيوت والوقود. معمل أجهزة القياس والمعايرة والقياسات الدقيقة. معمل ميكانيكا الموائع الذي يشتمل على أنواع المضخات والتوربينات المائية ومعدات دراسة ميكانيكا الموائع. ACC معمل التحكم الأوتوماتيكي في نظم القوى الميكانيكية (معمل للحاسبات+معمل آخر لأجهزة التحكم التطبيقية)
```
معمل الحاسبات لخدمة الطلاب
```

وهناك بالقسم بخلاف الورش الرئيسية بالكلية ورشة ميكانيكية خاصة بالقسم لصيانة الأجهزة والمعدات وكذلك تصنيع أجزاء أجهزة التجارب الجديدة وأجهزة البحوث لطلاب الدراسات العليا. معامل الدراسات العليا والبحوث
معمل انتقال الحرارة ويحتوى على أجهزة القياس والبحث في مجالات علوم انتقال الحرارة المختلفة بالإشعاع والنقل والتوصيل. معمل الآلات التوربينية والديناميكا الغازية وتجرى به البحوث الخاصة بتوليد الطاقة من الآلات التوربينية الغازية والبحوث الخاصة بالضغاطات الغازية وأجزائها. معمل آلات الاحتراق الداخلى وتجرى به البحوث الخاصة بمحركات الإشعال بالشرارة (البنزين) ومحركات الإشعال بالضغط (الديزل). معمل الاحتراق المستمر وتجرى به الأبحاث الخاصة بالحارقات والأفران بأنواعها المختلفة ودراسة المسائل الخاصة باحتراق أنواع الوقود المختلفة. معمل ديناميكا الاحتراق وتجرى به البحوث الخاصة بديناميكا الاحتراق والاحتراق الإنفجارى. معمل الآلات الهيدروليكية وتجرى به البحوث الخاصة بالمضخات والتوربينات المائية والمسائل الخاصة بميكانيكا الموائع. معمل أبحاث تلوث الهواء وحماية البيئة وتجرى به البحوث التي تستخدم وسائل القياس العالية الدقة والتحليل. معمل أبحاث الطاقة الشمسية وتطبيقاتها.
تم نقل الكلية الي وزاره الطيران المدني بموجب قرار رئيس مجلس الوزراء وبالتنسيق بين الوزارتين وجاء ذلك بموجب قرار كل من وزير الطيران المدني رقم 501 لسنة 2020 وأعضاء اللجنة المشكلة بموجب قرار وزير التعليم العالى رقم 810 لسنة 2020.

## عمداء الكلية
رئيس الاكاديميه المصرية للطيران كابتن لواء طيار عزت متولى رئيس الأكاديمية المصرية لعلوم الطيران، وعميد الكلية أ.د./ علوى عيسى الخولى

## مباني الكلية
تضم الكلية
- المبنى الرئيسي (مبنى العميد)(مبنى 6000) ويحتوي على ستة مدرجات ومكتب العميد والسكرتارية ومكتب للأمن وغرفتين للأساتذة واستراحة للمعيدين.
- مبنى الهنجر (مبنى 4000) ويحتوى على فصول وغرف للمعيدين وعلى ورش خراطة وحدادة ونجارة وسباكة معادن ولحام وقاعات الرسم ومعامل وورش محركات وطائره من طراز سيسنا.
- المبنى الجديد (مبنى 3000) خاص بطلبه اعدادى يضم ثلاثة مدرجات وفصول ومعمل وغرفه للأساتذة.
- مبنى الإدارة (مبنى 2000) ويحتوى على إداريات الكلية وهي شئون الطلاب وشئون التعليم والكنترول والخزنة والمطبعة.
- مبني المكتبة والكافتيريا

## وصلات خارجية
- معهد هندسة وتكنلوجيا الطيران
- الاكاديميه المصرية لعلوم الطيران
- هيئة المعهد القومي للتدريب على الطيران المدني